# سورة الجن
سورة الجن هي سورة مكية، من المفصل، آياتها 28، وترتيبها في المصحف 72، في الجزء التاسع والعشرين، بدأت بفعل أمر ﴿قُلْ أُوحِيَ إِلَيَّ أَنَّهُ اسْتَمَعَ نَفَرٌ مِنَ الْجِنِّ فَقَالُوا إِنَّا سَمِعْنَا قُرْآنًا عَجَبًا ۝١﴾ [الجن:1]، نزلت بعد سورة الأعراف. سميت بهذا الاسم لأنه ذُكر فيها أوصاف الجن وأحوالهم وطوائفهم وأيضا تُسمى سورة ﴿قُلْ أُوحِيَ إِلَيَّ﴾ [الجن:1].

## سبب نزول السورة
عن عبد الله بن عباس قال: انطلق النبي في طائفة من أصحابه إلى سوق عكاظ وقد حيل بين الشياطين وبين خبر السماء وأُرسلت عليهم الشهب فرجعت الشياطين إلى قومهم فقالوا: مال لكم؟ فقالوا: حيل بيننا وبين خبر السماء وأُرسلت علينا الشهب قالوا: ما حال بينكم وبين خبر السماء إلا شئ حدث فاضربوا مشارق الأرض ومغاربها فانظروا ما هذا الذي حال بينكم وبين خبر السماء فانصرف أولئك الذين توجهوا نحو تهامة إلى النبي وهو بنخلة عامدين إلى سوق عكاظ وهو يصلى بأصحابه صلاة الفجر فلما سمعوا القرآن استمعوا له فقالوا: هذا والله الذي حال بينكم وبين خبر السماء فهنالك حين رجعوا إلى قومهم وقالوا: "يا قومنا ﴿إِنَّا سَمِعْنَا قُرْآنًا عَجَبًا (١) يَهْدِي إِلَى الرُّشْدِ فَآمَنَّا بِهِ وَلَنْ نُشْرِكَ بِرَبِّنَا أَحَدًا﴾ [الجن:1]" فأنزل الله على نبيه: ﴿قُلْ أُوحِيَ إِلَيَّ أَنَّهُ اسْتَمَعَ نَفَرٌ مِنَ الْجِنِّ﴾ [الجن:1].

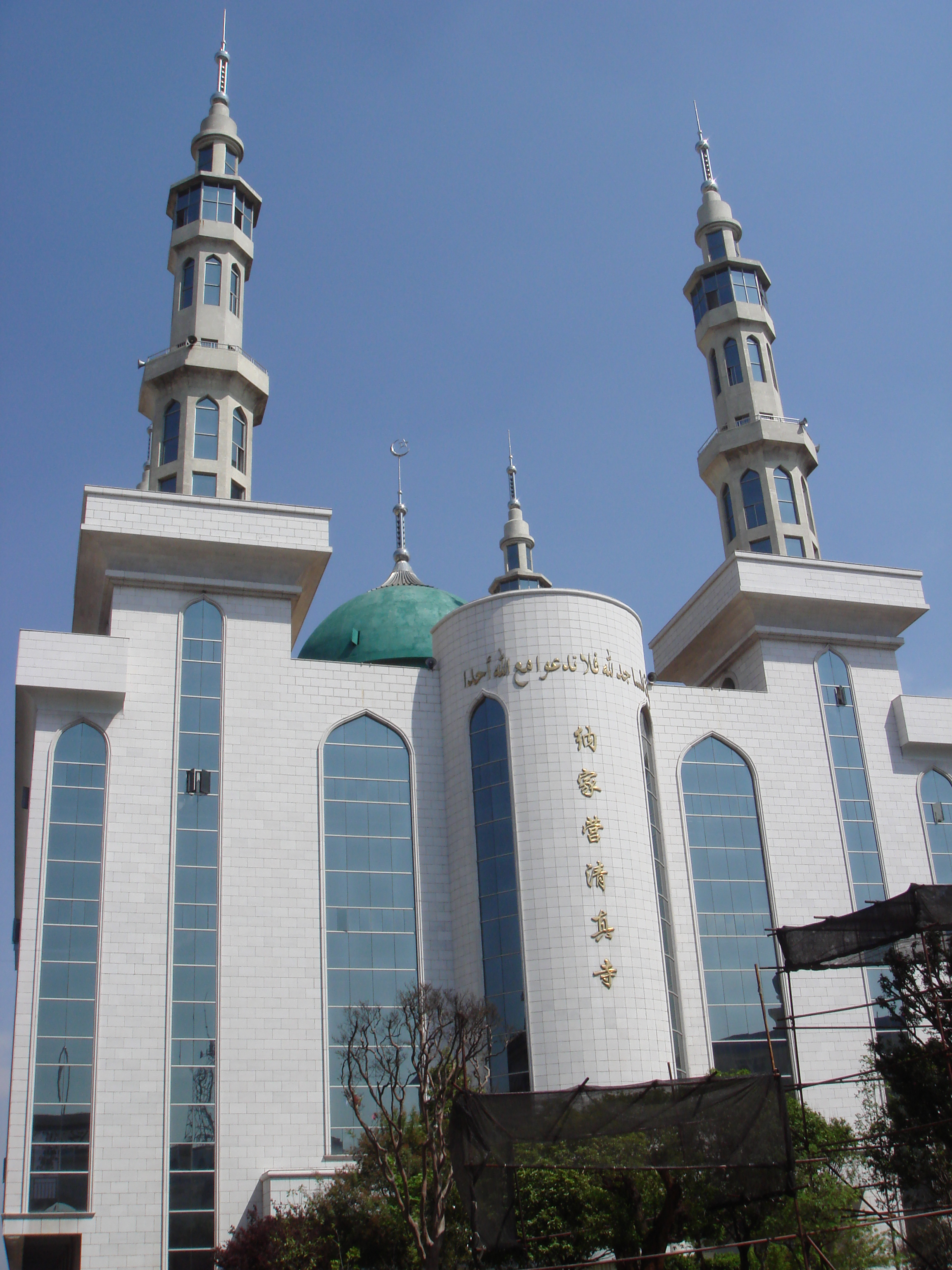
أحد آيات سورة الجن مكتوبة على جدران مسجد في يونان (الصين)

## من تفسيرفي ظلال القرآن
إن سورة الجن ابتداء شهادة من عالم آخر بكثير من قضايا العقيدة التي كان المشركون يجحدونها ويجادلون فيها أشد الجدل ويرجمون في أمرها رجماً لا يستندون فيها إلى حجة، ويزعمون أحياناً أن محمداًّ ﷺ يتلقى من الجن ما يقوله لهم عنها، فتجيء الشهادة من الجن أنفسهم بهذه القضايا التي يجحدونها ويجادلون فيها، وبتكذيب دعواهم في استمداد محمد من الجن شيئاً.
ثم إنها تصحيح لأوهام كثيرة عن عالم الجن في نفوس المخاطبين ابتداء بهذه السورة، وفي نفوس الناس جميعاً من قبل ومن بعد، ووضع حقيقة هذا الخلق الغيب في موضعها بلا غلو ولا اعتساف فقد كان العرب المخاطبون بهذا القرآن أول مرة يعتقدون أن للجن سلطاناً في الأرض.وبين الإغراق في الوهم، والإغراق في الإنكار. يقرر الإسلام حقيقة الجن، ويصحح التصورات العامة عنهم ويحرر القلوب من خوفها وخضوعها لسلطانهم الموهوم:
- الجن لهم حقيقة موجودة فعلاً وهم كما يصفون أنفسهم: ﴿وَأَنَّا مِنَّا الصَّالِحُونَ وَمِنَّا دُونَ ذَلِكَ كُنَّا طَرَائِقَ قِدَدًا ۝١١﴾ [الجن:11].
- منهم الضالون المضلون ومنهم السذج الأبرياء الذين ينخدعون: ﴿وَأَنَّهُ كَانَ يَقُولُ سَفِيهُنَا عَلَى اللَّهِ شَطَطًا ۝٤ وَأَنَّا ظَنَنَّا أَنْ لَنْ تَقُولَ الْإِنْسُ وَالْجِنُّ عَلَى اللَّهِ كَذِبًا ۝٥﴾ [الجن:4–5].
- هم قابلون للهداية من الضلال مستعدون لإدراك القرآن سماعاً وفهماً وتأثراً: ﴿قُلْ أُوحِيَ إِلَيَّ أَنَّهُ اسْتَمَعَ نَفَرٌ مِنَ الْجِنِّ فَقَالُوا إِنَّا سَمِعْنَا قُرْآنًا عَجَبًا ۝١ يَهْدِي إِلَى الرُّشْدِ فَآمَنَّا بِهِ وَلَنْ نُشْرِكَ بِرَبِّنَا أَحَدًا ۝٢﴾ [الجن:1–2].
- أنهم قابلون بخلقتهم لتوقيع الجزاء عليهم وتحقيق نتائج الايمان والكفر فيهم: ﴿وَأَنَّا لَمَّا سَمِعْنَا الْهُدَى آمَنَّا بِهِ فَمَنْ يُؤْمِنْ بِرَبِّهِ فَلَا يَخَافُ بَخْسًا وَلَا رَهَقًا ۝١٣ وَأَنَّا مِنَّا الْمُسْلِمُونَ وَمِنَّا الْقَاسِطُونَ فَمَنْ أَسْلَمَ فَأُولَئِكَ تَحَرَّوْا رَشَدًا ۝١٤﴾ [الجن:13–14].
- أنهم لا ينفعون الإنس حين يلوذون بهم بل يرهقونهم: ﴿وَأَنَّهُ كَانَ رِجَالٌ مِنَ الْإِنْسِ يَعُوذُونَ بِرِجَالٍ مِنَ الْجِنِّ فَزَادُوهُمْ رَهَقًا ۝٦﴾.
- أن الجن لا قوة لهم مع قوة الله ولا حيلة: ﴿وَأَنَّا ظَنَنَّا أَنْ لَنْ نُعجِزَ اللَّهَ فِي الْأَرْضِ وَلَنْ نُعْجِزَهُ هَرَبًا ۝١٢﴾ [الجن:12].

وقد تكفلت هذه السورة بتصحيح ما كان مشركو العرب وغيرهم يظنونه عن قدرة الجن ودورهم في هذا الكون. أما الذين ينكرون وجود هذا الخلق إطلاقاً فلا ندري علام يبنون هذا الإنكار، وتسميته خرافة.

## وصلات خارجية
- سورة الجن: تجويد-تفسير - موقع Altafsir.com